# Bellwald
Bellwald es una comuna suiza del cantón del Valais, situada en el distrito de Goms. Limita al oeste y al norte con la comuna de Fieschertal, al noreste con Grafschaft y Blitzingen, al este con Niederwald, al sur con Ernen, y al suroeste con Fiesch.